# Peter John Stang
Peter John Stang (Nuremberg, 17 de novembro de 1941) é um químico estadunidense. É professor de química da Universidade de Utah e editor do Journal of the American Chemical Society desde 2002.  

## Prêmios e condecorações
- Prêmio Linus Pauling 2006
- Medalha Nacional de Ciências 2010
- Medalha Priestley 2013